# Силвију Флореа
Силвију Флореа (рум. Silviu Florea; 19. април 1977) професионални је рагбиста и румунски репрезентативац, који тренутно игра за Бордо. Висок је 185 цм, тежак је 105 кг и игра на позицији стуба. Са Стеауом је освојио титулу првака Румуније 2003. Одиграо је 30 мечева за Расинг 92 и постигао 1 есеј, 43 утакмице за АС Безијерс Херолт и постигао 1 есеј, 48 утакмица за УС Монтаубан и постигао 1 есеј, а за Бордо је до сада одиграо 17 утакмица. За репрезентацију Румуније дебитовао је против Италије 18. новембра 2000. Играо је на 3 светска првенства (2003, 2007 и 2011). За национални тим Румуније је укупно одиграо 29 тест мечева.